# Rafael Ximeno y Planes
Rafael Ximeno y Planes (Valencia, c. 1759/1760- Ciudad de México, 1825) fue un pintor y dibujante español. 

## Biografía
Siendo hijo de platero, aprendió el oficio de pintor de su tío materno Luis Planes, para más tarde estudiar en la Real Academia de San Fernando de Madrid gracias a una pensión, y también estudió en Roma (1783). En 1786 fue nombrado teniente director de la Real Academia de San Carlos de Valencia, y en 1794 se trasladó a Ciudad de México como subdirector de la Academia de San Carlos En 1798, a la muerte de Jerónimo Antonio Gil, pasó a ocupar la dirección general de la academia, manteniéndose al frente de la institución en los años convulsos de la lucha por la independencia, desde 1810 hasta la proclamación de los Estados Unidos Mexicanos en 1824; años en los que, por la gravedad de la situación, los profesores llegaron a pasar hasta dieciocho meses sin cobrar y fueron llamados a filas en 1821, de lo que se excusó Ximeno por su avanzada edad alegando enfermedad. Asistió también ese año a la lectura del Acta de Independencia de México en la sala de juntas de la academia, que pasó a denominarse Academia Nacional de las Nobles Artes de México, manteniéndose en el cargo de director general hasta su muerte, ocurrida en junio de 1825, aunque la academia hubo de cerrar de 1822 a 1824.
En sus trabajos de pintura, además de los puramente académicos, Ximeno pintó en México los frescos de las iglesias de Jesús María y La Profesa. En la cúpula de la Catedral Metropolitana de la Ciudad de México se encuentra su fresco ‘Asunción de la Virgen’. Algunos de sus trabajos también están en la Basílica de la Asunción, en el municipio murciano de Cieza, España.
Durante su carrera, realizó muchos dibujos que posteriormente serían convertidos en grabados, entre los que destaca su trabajo en la edición de la traducción realizada por Tomás de Iriarte de El nuevo Robinson, historia moral reducida a diálogos para instrucción y entretenimiento de niños y jóvenes de ambos sexos, adaptación alemana de Joachim Heinrich Campe de Robinson Crusoe, la muy popular novela de Daniel Defoe. Cuatro de dichos dibujos se conservan en la Biblioteca Británica. En dicha edición también figuran grabados abiertos a partir de dibujos de José Juan Camarón y Meliá (1760-1819).
Otras de sus ilustraciones de importancia aparecen en dos ediciones de Don Quijote de la Mancha, la promovida por la Real Academia Española en Madrid, impresa por Ibarra en 1780, y la publicada por Gabriel de Sancha entre 1797 y 1798. En 1779 ilustró una edición de Crónica de Juan II de Hernando del Pulgar.
El artista también es conocido por los dibujos de los retratos de Carlos IV, Francisco de Quevedo y Pedro Calderón de la Barca grabados por Mariano Brandi para la serie Retratos de los españoles ilustres.

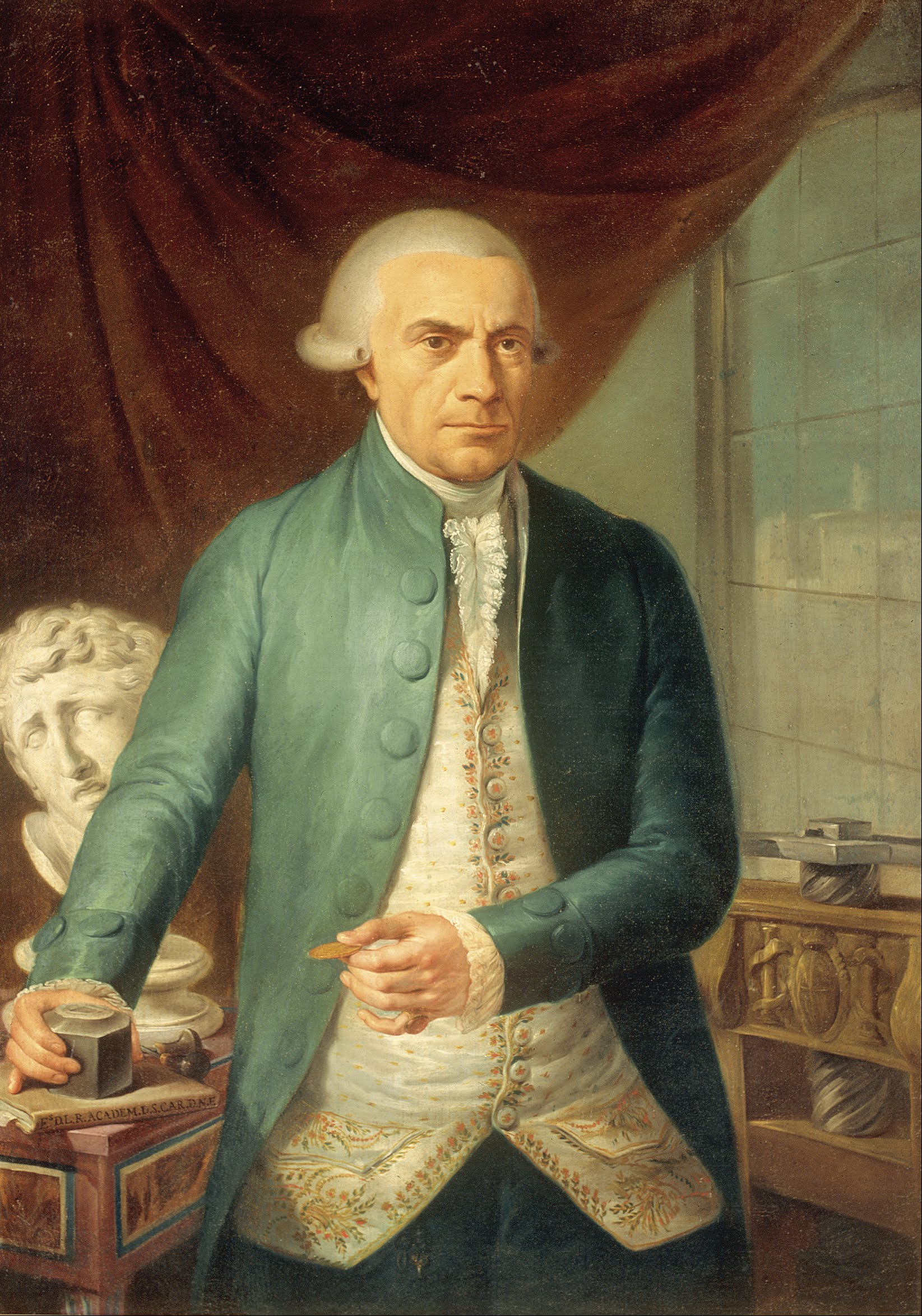
Retrato de Jerónimo Antonio Gil
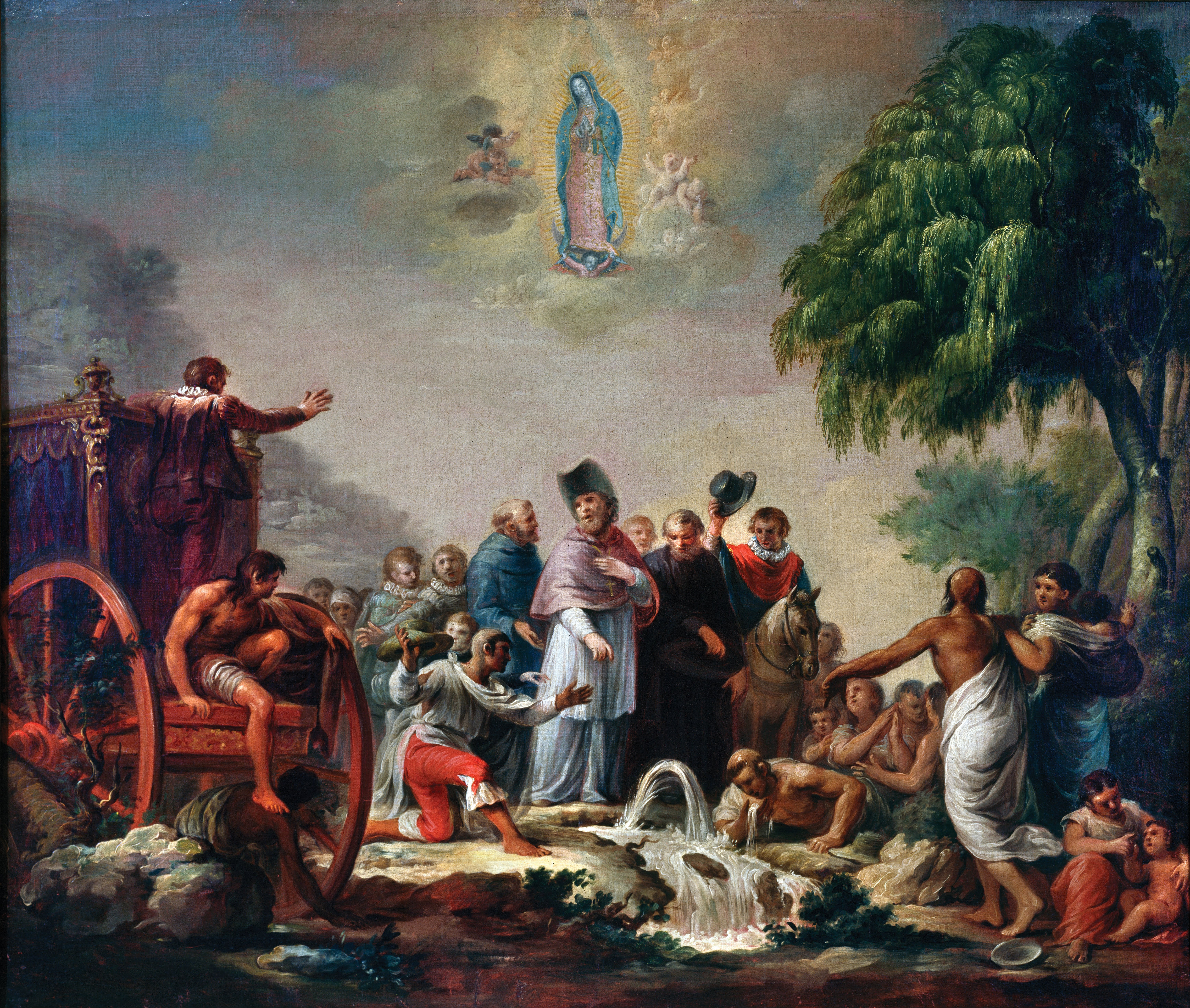
El milagro del Pocito (1809)
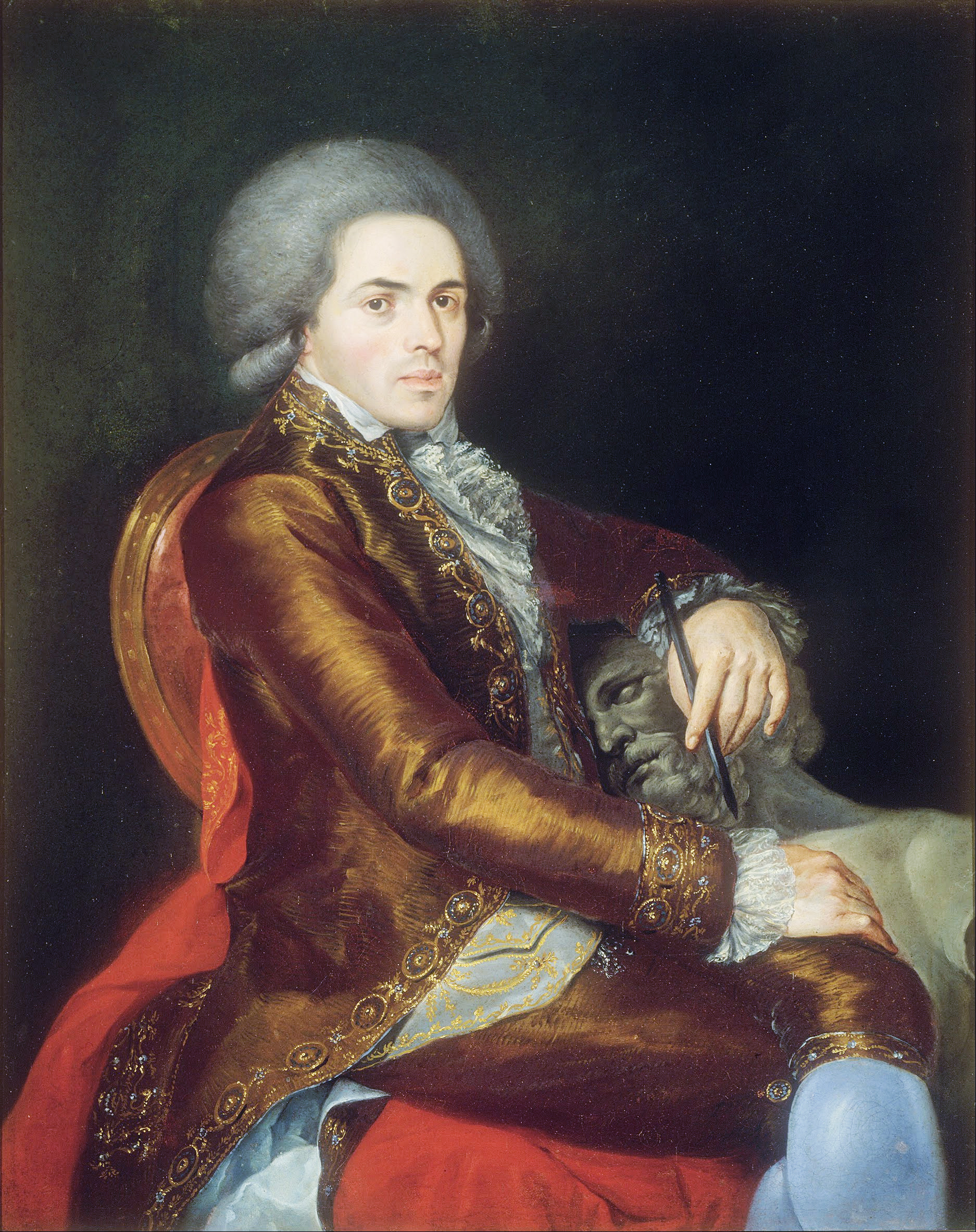
Retrato de Manuel Tolsá
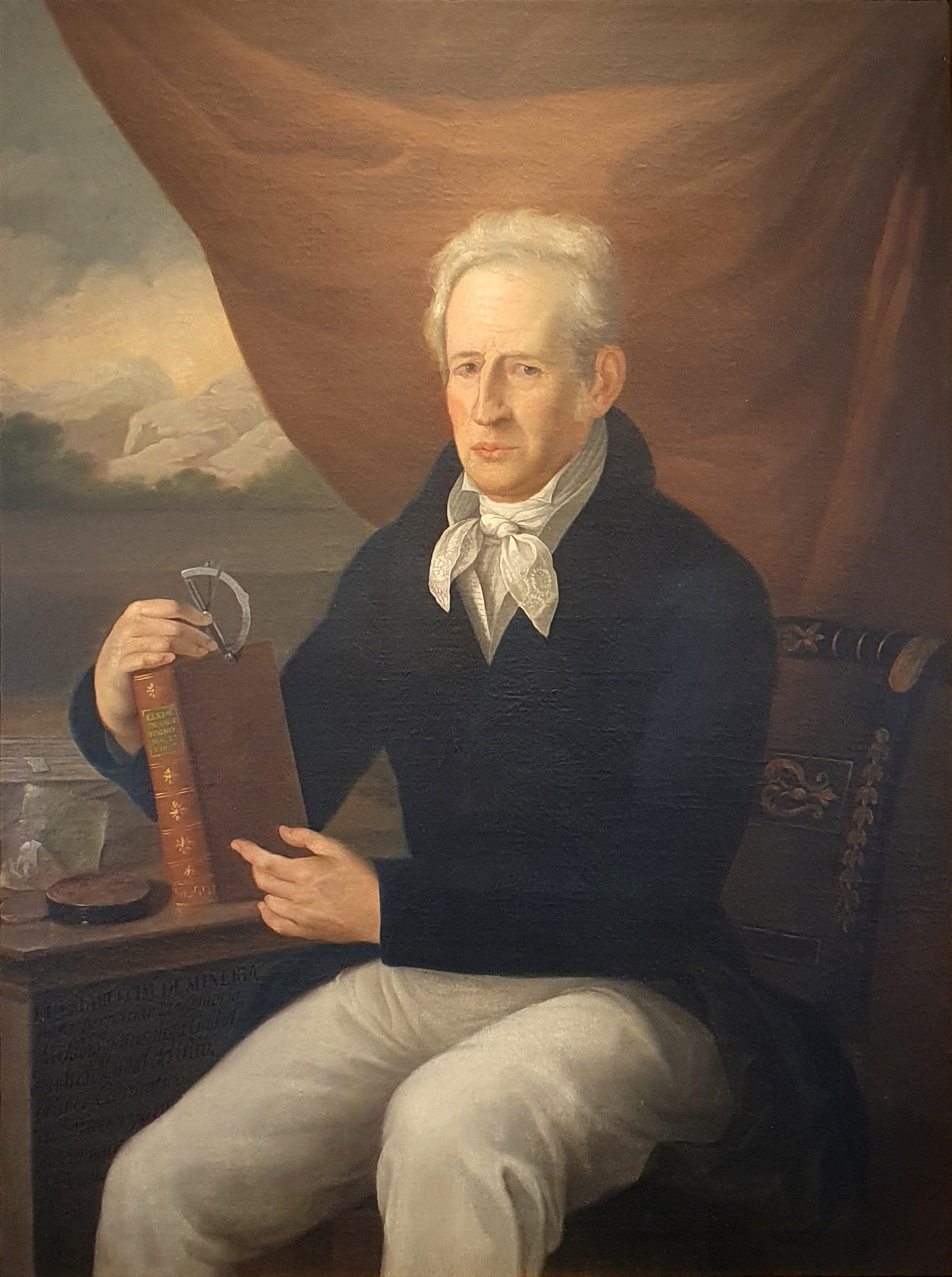
Retrato de Andrés Manuel del Río (1825)
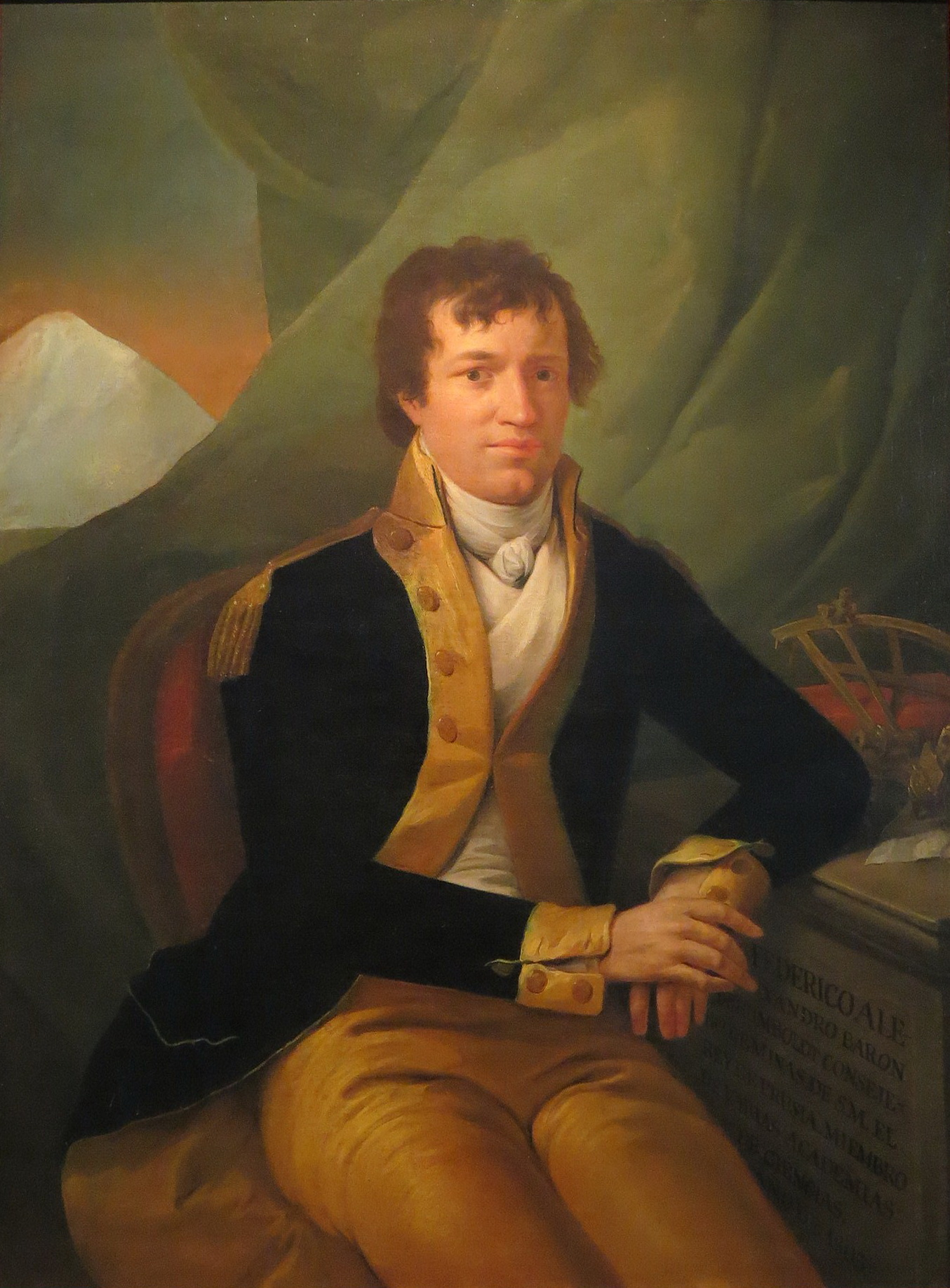
Retrato de Alexander Von Humboldt
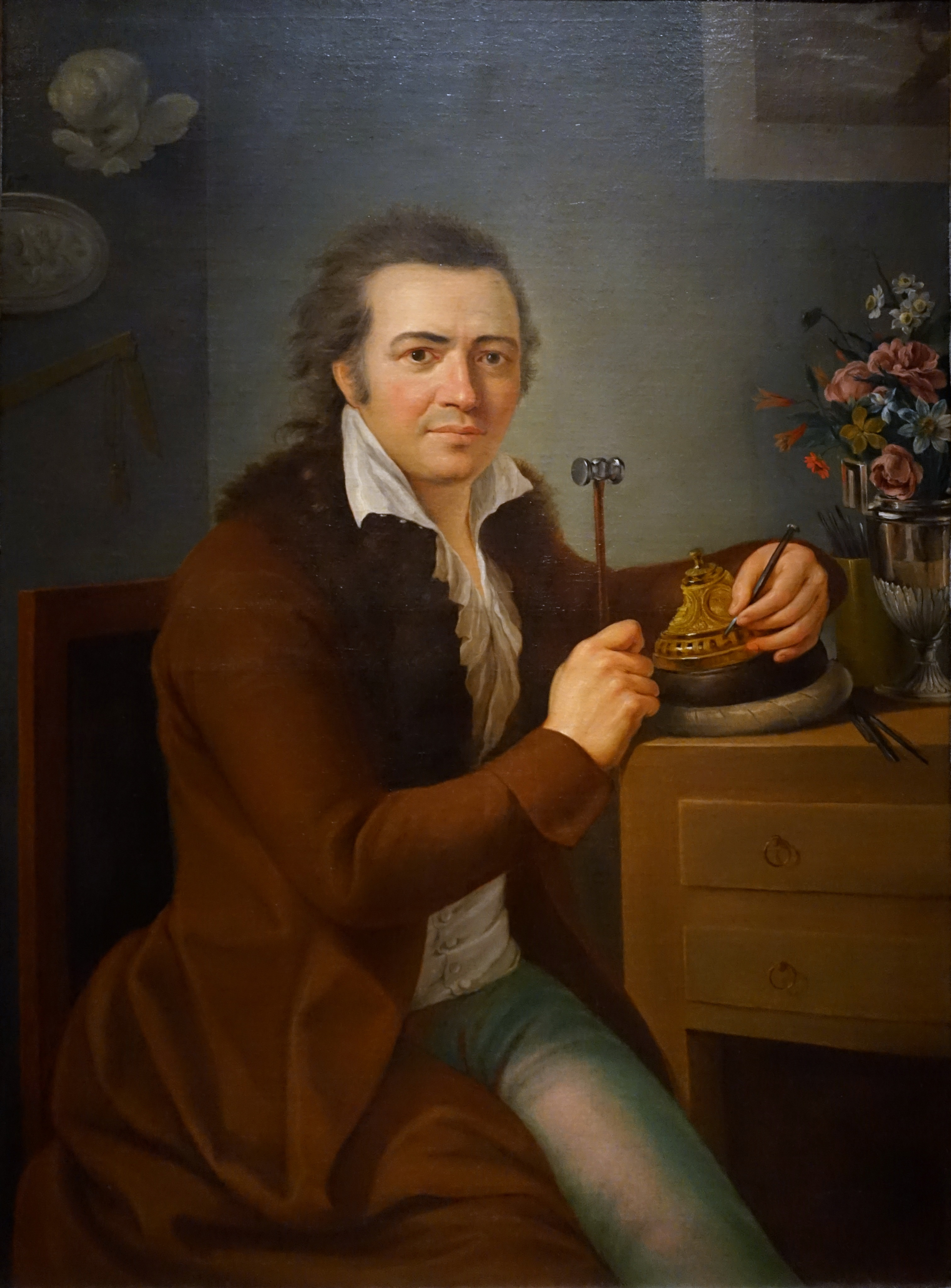
El platero José María Rodallega (c. 1795)